# Distretto elettorale di Etayi
Il distretto elettorale di Etayi è un distretto elettorale della Namibia situato nella Regione di Omusati con 35.101 abitanti al censimento del 2011. Il capoluogo è la città di Etayi.
Altre località del distretto sono Iipandayamiti, Oneheke, Onheleiwa, Otindi, Ekangolinene, Oshivanda, Onamhindi, Omutundungu, Olupandu, Onampira, Oshipya e Oikokola.